# Соломбальский округ
Соломбальский округ — один из девяти территориальных округов Архангельска.
Округ расположен к северу от центральной части Архангельска, за Кузнечевским мостом. Омывается протоками Северной Двины Маймакса и Кузнечиха. По территории округа протекает (сильно петляя) река Соломбалка. В состав округа входят: исторический район Соломбала, Кемский посёлок и посёлки бывших лесозаводов (№ 12 на острове Хабарка, № 14 и № 21 — в Южной Маймаксе).

## История
В 1932 году был организован Соломбальский район, а указом президиума ВЦСПС[уточнить] СССР от 26 апреля 1934 года Соломбальский райсовет был включен в городскую черту Архангельска.
В 1991 году, в соответствии с постановлением мэра г. Архангельска от 13 ноября 1991 года № 2 и решением Архангельского городского совета депутатов от 15 ноября 1991 года № 88 «Об образовании территориальных городских округов», была произведена реорганизация структуры органов управления города, в результате которой ликвидировано деление на районы и образованы 9 территориальных округов, в том числе Соломбальский округ (из части упразднённого Соломбальского района).

## Население
| 2002    | 2008    | 2010    | 2011    | 2012    | 2013    | 2014    |
| ------- | ------- | ------- | ------- | ------- | ------- | ------- |
| 37 168  | ↗39 596 | ↘36 587 | ↘35 853 | ↗36 699 | ↘36 532 | ↘36 273 |
| 2015    | 2016    | 2021    |         |         |         |         |
| ↘36 080 | ↘35 801 | ↘31 933 |         |         |         |         |

## Инфраструктура
На территории округа находятся Соломбальский машиностроительный завод, судоремонтный завод «Красная кузница», база архангельского тралового флота, архангельский хлебокомбинат, линия пакетирования и отгрузки Соломбальского ЛДК, 5 отделений связи, городская клиническая больница № 7 (с двумя фельдшерскими участками), поликлиника водников, профилакторий «Меридиан» Северного морского пароходства, морской профессиональный лицей № 9 им. С. Н. Орешкова, основные общеобразовательные школы № 38 и № 40, специальная коррекционная общеобразовательная школа № 39, средние общеобразовательные школы № 41, № 48, № 49, № 50, № 52, № 62, филиал № 2 открытой (сменной) школы, детские сады № 114 «Снегирёк», № 140 «Творчество», № 167 «Улыбка», № 179 «Якорёк» и № 183 «Огонёк».
Крупнейшие улицы и проспекты Соломбальского округа: Советская, Никольский, набережная Георгия Седова, Таймырская, Адмирала Кузнецова, Валявкина, Краснофлотская, Терёхина, Маяковского, Красных партизан, Кедрова, Мещерского, Маймаксанское шоссе, Мостовая, Петрова, Гвардейская, Физкультурников, Маслова, Баумана, Маймаксанская. На пересечении улицы Терёхина и Никольского проспекта находится площадь Терёхина.
В северной части округа находится действующее кладбище «Южная Маймакса»